# ماخطة متوردة فجرية
ماخطة متوردة فجرية (الاسم العلمي: Rubicundus eos) هي نوع من اللافكيات تتبع جنس الماخطة المتوردة من فصيلة الأسماك المخاطية.